# 김대진 (배우)
김대진(1977년 4월 30일~)은 대한민국의 배우이자 전직 가수이다. 음악 그룹 인디고, 지오의 멤버로도 활동했다.
학창 시절부터 노래와 연기에 자질이 있었던 그는 1994년 패션 모델로 활동하다가 1995년부터 1997년까지 남성 3인조 댄스 팝 음악 그룹 "지오(Zio)"의 구성원으로 가수 데뷔하였다. 군 복무를 마친 후 2002년 남성 2인조 보컬 음악 그룹 "인디고(Indigo)"의 보컬리스트로 활동하였고 2005년 연기자로 데뷔하였으며 2006년부터 2007년까지는 나윤이라는 예명으로 연기자 활동을 하다가 2007년부터 김대진 본명으로 연기자 활동을 재개하였다.

## TV 시리즈
- 이 죽일 놈의 사랑
- 아이리스 (드라마)